# Ніккі Сікс
Френк Карлтон Серафіно Феранна молодший (англ. Frank Carlton Serafino Feranna, Jr., відомий як Ніккі Сікс, англ. Nikki Sixx, нар. 11 грудня 1958) — американський музикант, автор пісень, радіоведучий і фотограф, найбільш відомий як співзасновник, бас-гітарист і основний автор пісень гурту Mötley Crüe.
Перед формуванням Mötley Crüe, Сікс був учасником гурту Sister, перед переїздом до Лондона з колегою по групі Ліззі Грей. У 2000 році він створив сайд-проект під назвою 58 з Дейвом Дарлінг, Стівом Гіббом і Бакетом Бейкером. Того ж року вони видали альбом «Diet for a New America» . А вже у 2002 році він заснував хард-рок-супергурт Brides of Destruction з L.A. Guns і гітаристом Трейсі Ганс.
В 2006 році утворений його сайд-проект Sixx:A.M., що включає автора пісень, продюсера та вокаліста Джеймса Майкла і гітариста DJ Ashba. Цей проект задумувався спочатку для запису аудіо-автобіографії Сікса The Heroin Diaries: A Year in the Life of a Shattered Rock Star.

## Життєпис

### Sixx Sense
З 8 лютого 2010 року виходить радіо-проект Ніккі Сікса «Sixx Sense». Щоночі Ніккі в ролі ведучого шоу обговорює музику і життя, даючи можливість слухачам краще зрозуміти світогляд рок-зірок. Співведучою в проекті Sixx Sense з 2008 по 2014 рік була Керрі Кассем (англ. Kerri Kassem), а потім — Джен Маріно (англ. Jenn Marino). Один з одинадцяти каналів, створених компанією Clear Channel, транслював програму на радіостанції XM Satellite Radio.
Однак, у 2013 році Clear Channel продала частину власності на цю та інші 9 станцій і їх купила компанія Sirius XM Holdings. У зв'язку з цим, трансляція цих передач на XM Satellite Radio була завершена.
12 жовтня 2017 року оголосив про завершення програми до кінця року, зконсцентрувавшись на адаптації його The Heroin Diaries: A Year In The Life of a Shattered Rockstar в бродвейський мюзикл. Остання програма Sixx Sense вийшла в ефір 31 грудня 2017 року.

## Наркотики
На відміну від інших учасників Mötley Crüe, Ніккі пристрастився до героїну.
|                                     | Алкоголь, кислота, кокаїн … вони були просто захопленнями. Коли я зустрів героїн, то закохався в нього по-справжньому |
| — Цитата з книги The Heroin Diaries | |

За його словами, передозування у нього були близько 6 разів.
Вночі 22 грудня 1987 Сікса оголосили мертвим після чергового передозування. Його серце зупинилося на 2 хвилини і лікарі зробили два уколи адреналіну в серце (цей випадок надихнув Сікса на написання пісні «Kickstart my Heart»). В інтерв'ю Сікс розповідав, що після того, як його оголосили мертвим, прибула машина швидкої допомоги, і один з медпрацівників виявився фанатом Mötley Crüe  «Схоже, що лікар кинув на мене погляд і сказав, що ніхто не помре у нього в машині.» 

## Дискографія
| Назва                          | Рік  | Лейбл                            | Гурт                  |
| ------------------------------ | ---- | -------------------------------- | --------------------- |
| Too Fast for Love              | 1981 | Elektra Records                  | Mötley Crüe           |
| Shout at the Devil             | 1983 | Elektra Records                  | Mötley Crüe           |
| Theatre of Pain                | 1985 | Elektra Records                  | Mötley Crüe           |
| Girls, Girls, Girls            | 1987 | Elektra Records                  | Mötley Crüe           |
| Dr. Feelgood                   | 1989 | Elektra Records                  | Mötley Crüe           |
| Mötley Crüe                    | 1994 | Elektra Records                  | Mötley Crüe           |
| Generation Swine               | 1997 | Elektra Records                  | Mötley Crüe           |
| New Tattoo                     | 2000 | Mötley Records                   | Mötley Crüe           |
| Diet for a New America         | 2000 | Beyond                           | 58                    |
| Here Come the Brides           | 2004 | Sanctuary Records Group          | Brides of Destruction |
| Runaway Brides                 | 2005 | Shrapnel                         | Brides of Destruction |
| The Heroin Diaries Soundtrack  | 2007 | Eleven Seven Music\|Eleven Seven | Sixx:A.M.             |
| Saints of Los Angeles          | 2008 | Eleven Seven Music\|Eleven Seven | Mötley Crüe           |
| This Is Gonna Hurt             | 2011 | Eleven Seven Music\|Eleven Seven | Sixx: A.M.            |
| 7                              | 2011 | Eleven Seven Music\|Eleven Seven | Sixx: A.M.            |
| Modern Vintage                 | 2014 | Eleven Seven Music\|Eleven Seven | Sixx: A.M.            |
| Prayers for the Damned, Vol. 1 | 2016 | Eleven Seven Music\|Eleven Seven | Sixx: A.M.            |
| Prayers for the Damned, Vol. 2 | 2016 | Eleven Seven Music\|Eleven Seven | Sixx: A.M.            |